# Ludwig Sassé
Ludwig Sassé (* 16. Juli 1857 in Köln; † 28. Juni 1917 in Koblenz) war ein preußischer Landrat und Geheimer Regierungsrat.

## Leben
Der Katholik Ludwig Sassé war ein Sohn des Teilhabers der Samt- und Seidenfabrik Carl Sasse, zuletzt Rentner in Bonn, Ludwig Sassé und dessen Ehefrau Caroline, geborene Berghaus. Nach dem Besuch eines Gymnasiums in Coesfeld absolvierte Ludwig Sassé von 1876 bis 1879 in Bonn ein Studium der Rechtswissenschaften. Am 24. Januar 1880 legte er die Erste Juristische Prüfung ab, worauf er am 31. Januar 1880 (mit Vereidigung am 5. Februar 1880) zum Gerichtsreferendar ernannt wurde. Im Anschluss daran begann er eine Ausbildung bei den Landgerichten Bonn und Kleve bzw. beim Oberlandesgericht Köln. 
Am 4. Dezember 1885 wurde Sassé (mit Dienstalter vom 4. November 1885) zum Gerichtsassessor ernannt, dem Tätigkeiten beim Amtsgericht Bonn, sowie ab dem 1. Mai 1885 als Hilfsrichter beim Landgericht Bonn folgten. Nach der Ernennung zum Regierungsassessor am 22. August 1887 war er als Justitiar bei der Regierung Düsseldorf tätig. Am 15. Juni 1889 wurde Sassé zum kommissarischen Landrat des Kreises Monschau ernannt, dem am 30. Dezember 1889 die definitive Bestallung und am 27. Februar 1890 die Amtseinführung folgte. Nach der Ernennung zum Regierungsrat (mit Bestallung) am 13. April 1898 wurde er in die allgemeine Staatsverwaltung übernommen und am 16. Mai 1898 an die Regierung Koblenz überwiesen. Am 27. Juli 1904 wechselte Sassé mit Versetzungserlass zunächst zur Regierung Marienwerder und kurz darauf am 27. Oktober 1904 (wieder mit Versetzungserlass) zur Regierung Arnsberg. Nach seiner Charakterisierung als Geheimer Regierungsrat am 25. Januar 1909 wurde er auf eigenes Ersuchen vom 22. April 1909 zum 1. Juni 1909 in den Ruhestand verabschiedet. Ab März 1915 wurde Sassé für die Dauer des Ersten Weltkriegs wiederverwendet. Sassé starb am 28. Juni 1917 während des Dienstes in Koblenz.

## Mitgliedschaften
- Mitglied des Oberversicherungsamtes Koblenz.

## Familie
Ludwig Sassé heiratete am 28. November in Mechernich Emilie (Milla) Hupertz, Tochter des Generaldirektors und Bergmeisters a. D. Friedrich Wilhelm Hupertz zu Mechernich und dessen Ehefrau Anna Albertine, geborene Devenich.